# Wolfgang Späte
Wolfgang Späte (Podersam, 8 Setembro de 1911 –Edewech, 30 de Abril de 1997) foi um piloto de testes e piloto de caças alemão da Luftwaffe durante a Segunda Guerra Mundial. Voou em cerca de 350 missões de combate, nas quais abateu 99 aeronaves inimigas, o que fez dele um ás da aviação, incluindo 5 com o Messerschmitt Me 262.